# Старостин, Георгий Сергеевич
Гео́ргий Серге́евич Ста́ростин (род. 4 июля 1976) — российский лингвист, кандидат филологических наук (2000), заведующий кафедрой истории и филологии Дальнего Востока ИВКА РГГУ, главный научный сотрудник и заведующий кафедрой Дальнего Востока и Юго-Восточной Азии Института классического востока и Античности ВШЭ. Специалист в области синологии и сравнительно-исторического языкознания. Сын лингвиста Сергея Анатольевича Старостина, занимается разработкой некоторых отцовских научных проектов. Автор музыкальных рецензий, выложенных им на собственном сайте.

## Биография
Окончил гуманитарный класс школы № 57 (одноклассник Артемия Лебедева, Кирилла Решетникова, Егора Холмогорова и Павла Бардина), затем учился в РГГУ. В 2000 году защитил там кандидатскую диссертацию «Реконструкция фонологической системы прадравидийского языка» под научным руководством своего отца.

## Научная деятельность
Основной проблемой, разработкой которой занимается Г. С. Старостин, является эволюция человеческих языков. Он занимается созданием онлайн-базы по лингвистике «Вавилонская башня» (работа над этим проектом была начата С. А. Старостиным) и начал публикацию многотомной монографии «Языки Африки», в которой поставил цель верификации гипотез, касающихся существующих в Африке языковых общностей.

### Научные труды
Монографии:
- Языки Африки. Опыт построения лексикостатистической классификации. Т. 1: Методология. Койсанские языки. — М.: Языки славянской культуры, 2013. — 510 с. — ISBN 978-5-9551-0621-2
- Языки Африки. Опыт построения лексикостатистической классификации. Т. 2: Восточносуданские языки. — М.: Языки славянской культуры, 2014. — 736 с. — ISBN 978-5-9905762-1-6
- Языки Африки. Опыт построения лексикостатистической классификации. Т. 3: Нило-сахарские языки. — М.: Языки славянской культуры, 2017. — 840 с. — ISBN 978-5-94457-302-5

Научно-популярная книга:
- Г. С. Старостин. К истокам языкового разнообразия. Десять бесед о сравнительно-историческом языкознании с Е. Я. Сатановским. / При участии А. В. Дыбо, А. Ю. Милитарёва, И. И. Пейроса. — М.: Издательский дом «Дело» РАНХиГС, 2015/2016. — 584 с. — ISBN 978-5-7749-0979-7

Основные публикации статей:
- Решетников К. Ю., Старостин Г. С. Структура кетской глагольной словоформы. // Кетский сборник. Вып.4. М., 1995. С.7-121.
- Старостин Г. С. Морфология коттского глагола и реконструкция праенисейской глагольной системы. // Кетский сборник. Вып.4. М., 1995. С.122-175.
- Starostin G. S. Alveolar Consonants in Proto-Dravidian: One or More? // «Proceedings on South Asian Languages» (July 1-4, 1997), Moscow, 1998, pp. 183—194.
- Старостин Г. С. Реконструкция фонологической системы прадравидийского языка. Дисс. … к.филол.н.: 10.02.22. М., 2000. 266 стр.
- Starostin G. S. On The Genetic Affiliation Of The Elamite Language // Mother Tongue, Vol. 7, 2002, pp. 147—170.
- Starostin G. S. A lexicostatistical approach towards reconstructing Proto-Khoisan // Mother Tongue, Vol. 8, 2003, pp. 81-126.
- Старостин Г. С. Некоторые аспекты исторического развития кликсов в койсанских языках. // Аспекты компаративистики. 1. М., РГГУ. 2005. С.281-299.
- Старостин Г. С. Ещё раз к вопросу о личных местоимениях в дравидийских языках. // Аспекты компаративистики. 2. М., РГГУ. 2007. С.101-150.
- Старостин Г. С. Лабиальные кликсы в койсанских языках. // Аспекты компаративистики. 2. М., РГГУ. 2007. С.353-374.
- Dybo, Anna V., Starostin George S. In Defense of the Comparative Method, or the End of the Vovin Controversy. // Aspects of Comparative Linguistics, v. 3. Moscow: RSUH Publishers, 2008, pp. 109—258.
- George S. Starostin. From Modern Khoisan Languages to Proto-Khoisan: The Value of Intermediate Reconstructions. // Aspects of Comparative Linguistics, v. 3. Moscow: RSUH Publishers, 2008, pp. 337—470.
- Старостин Г. С. Согласовательные классы и способы выражения множественного числа в языке !хонг // «Вопросы языкознания», № 3 (2008). М., 2008.
- К вопросу о методологии языкового анализа древнекитайских текстов (ч. 1) // Вестник РГГУ. 2012. Серия «Востоковедение. Африканистика». № 20 (100). С. 216—248.
- Старостин, Сергей Анатольевич : [арх. 3 января 2023] / Старостин Г. С. // Социальное партнёрство — Телевидение [Электронный ресурс]. — 2016. — С. 184. — (Большая российская энциклопедия : [в 35 т.] / гл. ред. Ю. С. Осипов ; 2004—2017, т. 31). — ISBN 978-5-85270-368-2.

Публичные лекции:
- Старостин Г. С. Как создается единая классификация языков мира // Публичные лекции «Полит.ру», 2010.

## Музыкальная критика
С 1998 года Старостин занимался размещением на собственном сайте значительного количества объёмных рецензий на рок-музыку, которые он размещал на своём сайте в гиде под названием Only Solitaire (названном в честь песни Jethro Tull). Сайт активно пополнялся до апреля 2006 года. В основном рецензии касались рока 60-х и 70-х годов, в меньшей степени — 80-х и более позднего времени. Это было связано с тем, что, по мнению самого Старостина, рок-музыка значительно ухудшилась с 60-х годов, а в настоящее время «умерла». Старостин назвал Марка Приндла как фигуру, оказавшую на него значительное влияние в идее стать онлайновым музыкальным критиком. После более чем годового отсутствия обновлений в гиде Старостин анонсировал, что он не продолжит работу над Only Solitaire.
В 2009 году Старостин возобновил работу над рецензиями в виде блога на площадке BlogSpot (Only Solitaire Blog), где он выкладывал рецензии на альбомы в алфавитном порядке по одному каждый день. Блог был активен до августа 2020 года, а после годового отсутствия, в конце 2021 года, Старостин объявил, что он не продолжит работу на данной площадке.
Старостин продолжил работу над рецензиями на площадке Substack (Only Solitaire Herald), где он занимается написанием всеобъемлющей истории рок- и поп-музыки 1950-х и 1960-х годов. Также в блоге публикуются рецензии на компьютерные игры.

## Личная жизнь
Женат, имеет одного ребёнка 1996 года рождения.